# Erpewaai
De Erpewaai is een klein natuurgebied liggende tussen de N846 en de Maas, ten zuidwesten van Heumen en ten oosten van Vogelzang in de gemeente Heumen. Het natuurgebied bestaat uit bossen, kolken en moerassen en is typerend voor het Nederlandse riviergebied.
In juni 2013 werd bekend dat het natuurgebied omgebouwd gaat worden tot landgoed. Initiatiefnemer Jacques Scheffer kwam met het idee om een huis te gaan bouwen op een open plek in het bos. Als compensatie wordt een weiland ten noordoosten van de Erpewaai beplant met bomen - als aangegeven in het bestemmingsplan, om zo de balans tussen natuur en bebouwing te behouden.